# Abdoulkader Moussa Ali
Abdoulkader Moussa Ali, né en  1923 à Obock, mort le 26 septembre 1986 à Paris, est un homme politique du territoire français des Afars et des Issas (TFAI), devenu la république de Djibouti en 1977.

## Carrière
Abdoulkader Moussa Ali est élu député de la circonscription du territoire français des Afars et des Issas à l'Assemblée nationale française le 23 avril 1967 avec 22 776 voix (67 %) contre 11 052 à Idris Farah Abane. Il est réélu le 23 juin 1968 avec 70 % des voix. Il ne se représente pas en 1973.
Il siège sur les bancs de l'Union des démocrates pour la République (UDR).